# Chahuk (vattendrag)
Chahuk är ett vattendrag i Armenien.   Det ligger i provinsen Vajots Dzor, i den södra delen av landet, 110 kilometer sydost om huvudstaden Jerevan.
Trakten runt Chahuk består i huvudsak av gräsmarker. Runt Chahuk är det ganska glesbefolkat, med 34 invånare per kvadratkilometer.